# Prześwit pojazdu

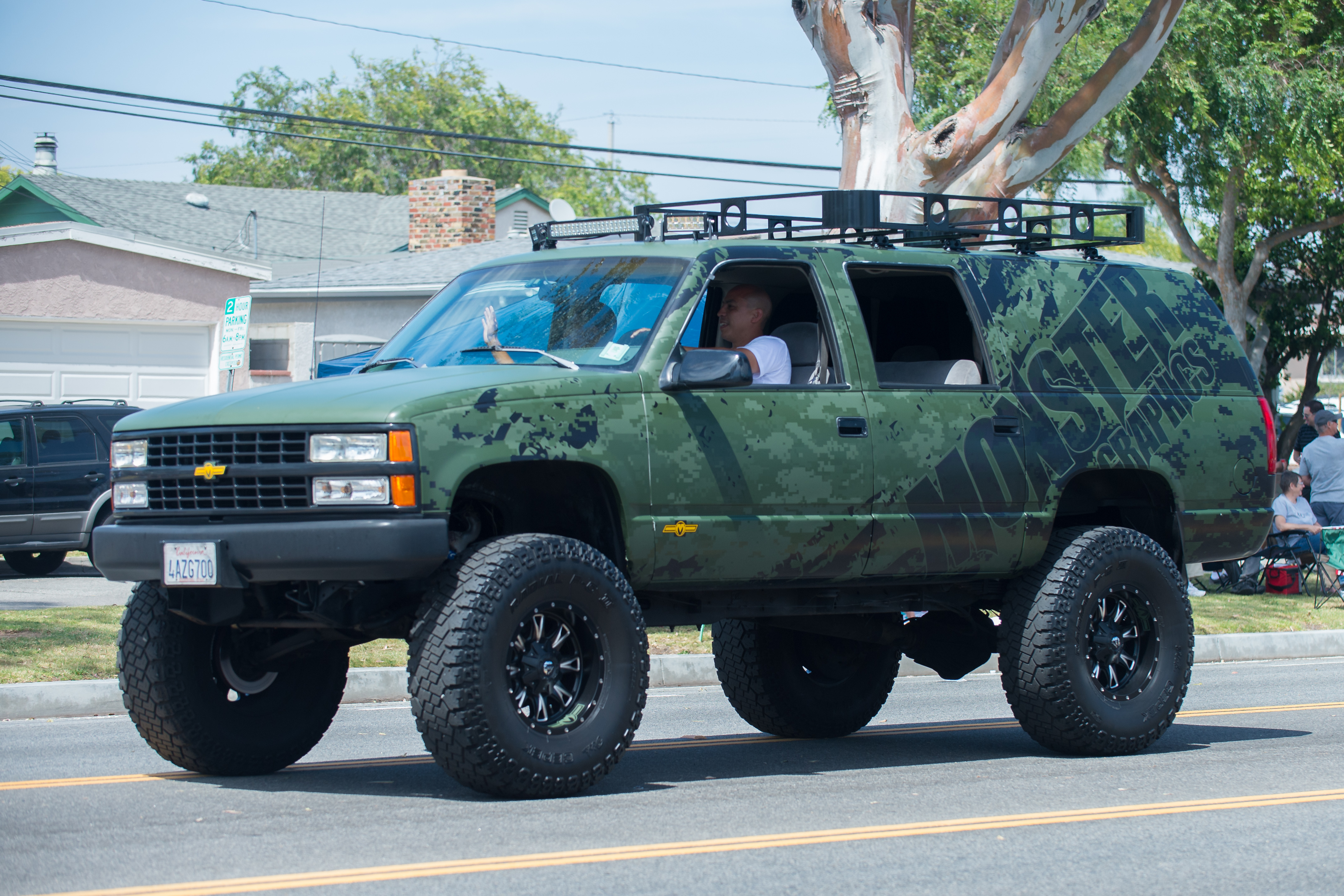
Chevrolet Suburban z bardzo dużym prześwitem pod pojazdem

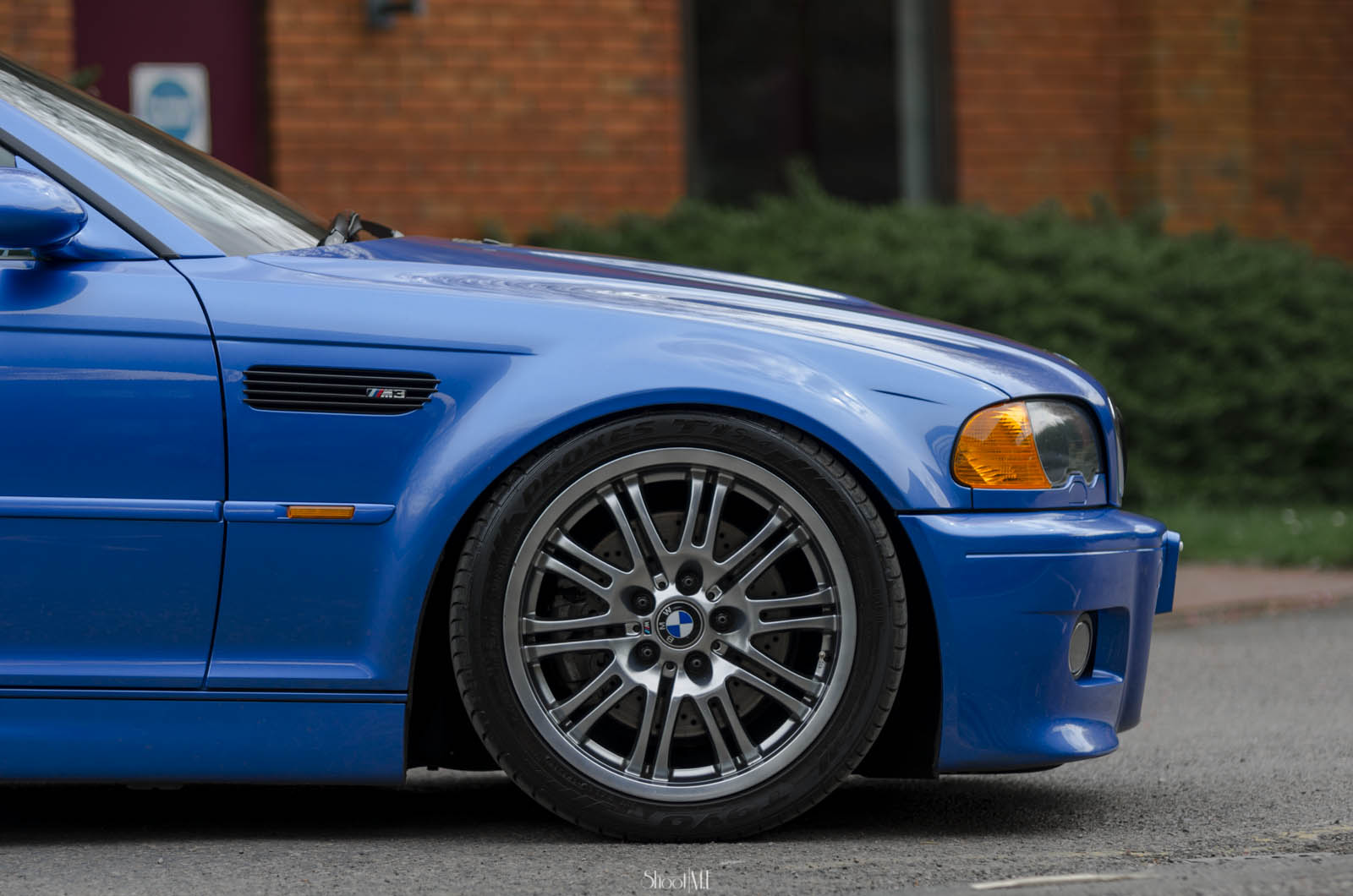
i przykład pojazdu z bardzo małym prześwitem – BMW E46

Prześwit pojazdu – odległość pomiędzy poziomem jezdni a najniżej (oprócz kół) położonymi elementami podwozia pojazdu maksymalnie obciążonego. Decyduje on o zdolności pojazdu do pokonywania przeszkód terenowych w postaci nierówności, nad którymi istnieje potrzeba przejechania, albo w postaci kolein. Startujące w wyścigach na torach samochody mają prześwit rzędu kilku centymetrów, co wydatnie zwiększa efekt Venturiego przyciskający pojazd do podłoża przy dużych prędkościach jazdy. Prześwit w autach o zawieszeniu pneumatyczne lub hydrauliczne możliwa jest regulacja wielkości prześwitu w zależności od obciążenia, warunków i prędkości jazdy.
Wyróżnia się prześwit:
- prześwit poprzeczny – odległość od podłoża do najniższej położonego punktu samochodu znajdującego się pomiędzy kołami.
- prześwit podłużny – odległość pomiędzy podłożem a najniżej położonym punktem samochodu pomiędzy osiami.

## Prześwit a klasa samochodu
Prześwit pojazdu zależy od klasy samochodu. Najmniejszym prześwitem wynoszącym około 13 cm mają auta sportowe. Samochody miejskie, kompaktowe czy klasy średniej mają prześwit na poziomie około 14 centymetrów, podobnie jak także te klasy wyższej. Pojazdy typu minivan czy też kombivan mają prześwit na poziomie około 16 cm. Najwyższym prześwitem dysponują SUV-y – tutaj średnio wynosi on około 20 cm.